# Svilaja
A Svilaja hegység Horvátországban, a Dalmát Zagora középső részén, a Dinári-hegység része. A Zagora magaslatai közül a Svilaja az egyetlen, mely valóban hegységnek tekinthető. A többi inkább dombvonulat.

## Fekvése
Északnyugat-délkeleti irányban, a Dinara-Troglav magasabb, északi láncával párhuzamosan, a Sinjsko és a Petrovo polje között körülbelül 30 km hosszan húzódik. A Dinara-Troglav hegyláncától keleten a Cetina-völgy, délnyugaton pedig a Čikola és a Petrovo polje választja el.

## Éghajlata
A Zagora területén a kontinentális éghajlat uralkodik a hegyekben zord és nagyon hideg téllel és forró nyarakkal, gyakran helyi záporokkal. A téli reggeli hőmérséklet -10 fok alá csökken, míg a napi hőmérséklet 3-6. A nyári hőmérséklet 35 fok felett van. A csapadék gyakran bőséges. Télen főleg havazás, nyáron pedig eső. A legjelentősebb szél a bóra, különösen az ősztől tavaszig tartó hidegebb időszakokban. 

## Leírása
A Svilaja legmagasabb, Sinj felett emelkedő déli csúcsát Batnak (1508 m) nevezik. Teteje csupasz, füves, minden oldalról szabad kilátással. A tetején egy sérült geodéziai betonoszlop található. A tőle északabbra fekvő fontosabb csúcsok: a Jančak (1483 m), a Kita (1413 m), a Turjača (1340 m), a Mala Svilaja (1472 m) és a Vrlika feletti Lisina (1301 m). A legközelebbi hegységtől, a Veliki Kozjaktól (1207 m), amely Svilaja északi folytatása, a Maovice falu felett található Lemeš-nyereg (860 m) választja el. A Svilaja legnagyobb része egy karsztos gerinc, váltakozóan csúcsok és süppedékek sorozatával, valamint számos karsztos mélyedéssel és barlanggal.
A Svilaja körüli lejtők mentén régészeti szempontból számos régi illír erőd van, ezért néhány csúcsát Gradinának, Polačának stb. nevezik. A Közép- és Észak-Svilaja legnagyobb része a környező települések helyi pásztorait kivéve szinte ismeretlen maradt a hegymászók és a felfedezők számára.
Az Orlove Stine (1139 m) nevű csúcstól délkeletre épült az Orlove stine hegyi menedékház. Az újonnan létrehozott vrlikai „Zolj” hegymászó egyesület 2010-ben a Svilaja vrlikai részén, 1119 m tengerszint feletti magasságban új hegyi menedékházat nyitott.
A Svilaja Veli vrh nevű hegyén zajlott a horvátországi háború egyik legnagyobb gyalogos csatája. A csatában a megtámadott horvát erők győztek. A középső Svilaja Vrlika és Siveric közötti része még mindig aláaknázott, míg a főcsúcsra való feljutás Sinjski Zelovo felől, déli irányából biztonságos.

## Kőzetei
A hegység a partmenti Zagorán található dalmát hegyekhez hasonlóan mezozoikumi karbonátokból épül fel, fejlett és tipikus karszt domborzattal. A leggyakoribb kőzet a mészkő, de különösen északon sok dolomit is található. A marginális szilikátok (főleg palák) ritkábban, főleg a Svilaja északi és délkeleti részén fordulnak elő.

## Növényvilág
A Svilaja eddig csak részben ismert hegyvidéki flórájában 602 különféle növényfajt találtak.
A Cetina-folyó felett fekvő meredekebb északkeleti lejtőket többnyire bükk és tompalevelű juharfák (Acer obtusatum) nőtték be, amelyeket a közelmúltban részben tűz pusztított el. A Drniš felé eső száraz délnyugati lejtőket mozaikszerűen komlógyertyánfák (Ostrya carpinifolia) és sziklás gyepterületek borítják.